# NGC 5944
NGC 5944 este o galaxie spirală situată în constelația Șarpele. A fost descoperită în 19 aprilie 1887 de către Lewis A. Swift.